# FK Krasnodar
Football Club Krasnodar (rusko: Футбольный клуб Краснодар) ali preprosto Krasnodar je ruski nogometni klub iz mesta Krasnodar. Klub je bil ustanovljen 22. februarja 2008 in igra v 1. ruski nogometni ligi.
Krasnodarjev domači stadion je Kuban, katerega si deli s Kuban Krasnodarjem. V maju 2013 je bilo s strani kluba sporočeno, da se zanj gradi stadion, ki bo imel 36.260 sedišč. Pričakuje se, da bo stadion do konca leta 2016 zgrajen.
Barvi dresov sta temno zelena in črna. Nadimka nogometašev sta biki in črno-zeleni